# Augusto Martelli
Augusto Martelli, noto anche con lo pseudonimo di Bob Mitchell (Genova, 15 marzo 1940 – Milano, 3 novembre 2014), è stato un compositore, arrangiatore, direttore d'orchestra, produttore discografico e conduttore televisivo italiano.

## Biografia

Augusto Martelli e Mina.

Figlio del compositore e arrangiatore Giordano Bruno Martelli, ha iniziato la carriera come musicista lavorando per la casa discografica Galleria del Corso chiamato da Teddy Reno, per poi passare nel 1964 alla Ri-Fi. Tra i cantanti dell'etichetta vi era Mina, di cui diventò anche il compagno fino al 1970 e per la quale ha composto e arrangiato diverse canzoni, tra cui So che non è così, È l'uomo per me, Ero io, eri tu, era ieri, Una mezza dozzina di rose e altre. Inoltre ha arrangiato e diretto l'orchestra in brani di successo come La canzone di Marinella, Sacumdì sacumdà, I problemi del cuore, Non credere e alcuni LP, come Un anno d'amore/E se domani, Dedicato a mio padre, Mina alla Bussola dal vivo (1968) e altri.
Stretta la collaborazione in quegli anni con Gianni Bedori, Pino Presti, il batterista Rolando Ceragioli, il chitarrista Ernesto Massimo Verardi e dai primi anni settanta, anche con Pasquale Liguori, Hugo Heredia, Sergio Farina, Tullio De Piscopo e il sassofonista-flautista Giorgio Baiocco.
Nel 1970 ha composto le musiche del film Il dio serpente con Nadia Cassini, tra cui il brano Djamballà, che riscosse grande successo internazionale, malgrado sia stato oggetto di una controversia tra Martelli e l’allora giovanissimo Dario Baldan Bembo, che rivendicò più volte la paternità del brano. Nel 1974 ha fondato una sua etichetta discografica, l'Aguamanda. Nell'estate 1977 partecipo' al programma televisivo della Rete 1 (oggi Rai 1) "Bella senz'anima" (Canzoni degli ultimi vent'anni) in onda la domenica pomeriggio dalle 19 alle 20 dal 3 luglio al 25 settembre per 14 puntate condotto da Nino Fuscagni e Vanna Brosio (per l'ultima volta insieme come coppia TV dopo i successi di "Adesso Musica" classica, leggera, pop in onda il venerdì in seconda serata sempre sulla Rete 1 fino al 1976) in veste di direttore musicale della trasmissione, cantando con la Brosio anche la sigla finale "Colpa di un disco". Ha successivamente realizzato numerose sigle per programmi televisivi del gruppo Fininvest (oggi Mediaset) negli anni 1980-90 (Il pranzo è servito, Casa Vianello, Grand Prix, Ok, il prezzo è giusto!, Telemike, e altre) oltre a numerose sigle per cartoni animati cantate da Cristina D'Avena, inclusa la sua prima Bambino Pinocchio.
Nel 1981 ha scritto la canzone La ballata di Bo e Luke, della quale era anche il cantante, utilizzata come sigla per la trasmissione italiana della popolare serie televisiva Hazzard.
Martelli si è dedicato anche alla composizione di musica sacra. In particolare, nel 1991 ha scritto e arrangiato la Missa Antoniana, incisa dal Piccolo Coro dell'Antoniano diretto da Mariele Ventre ed eseguita per la prima volta al Teatro Comunale di Bologna nel 1993.
Ha collaborato come arrangiatore per lo Zecchino d'Oro; la sua canzone Il sole verrà  vinse l'edizione 1995 della manifestazione canora. Fra il 1978 e il 1980, è stato diverse volte ospite dei programmi di Antennatre Secondo me e Strano ma vero.

Augusto Martelli con Pino Presti e Gianni Bedori in studio durante una registrazione per la cantante Mina.

È stato inoltre collaboratore di vari artisti italiani, come  Johnny Dorelli, Giorgio Gaber, Enzo Jannacci, Jovanotti, Heather Parisi, Enrico Ruggeri, Giuni Russo, Carlos Santana, Amii Stewart, Ornella Vanoni, Iva Zanicchi e Zucchero.
Nella stagione 1993-1994 ha partecipato alle 132 puntate del programma in onda su Italia 7 Notte Italiana, con Carmen Russo e Ric, intrattenendo il pubblico suonando, cantando e improvvisando sketch. La sigla di coda è da lui composta e interpretata.
Nel 1993 realizzò l'arrangiamento del celebre inno del partito Forza Italia.
Malato da tempo, morì nel suo appartamento a Milano il 3 novembre 2014, a 74 anni.

### Vita privata
Per alcuni anni Augusto Martelli fu il compagno di Mina: dopo aver lasciato Corrado Pani, la cantante si legò a lui fra la metà degli anni 1960 e il 1970, quando poi conobbe e subito dopo sposò Virgilio Crocco.
Il 12 novembre 2007 fu condannato per possesso di materiale pedopornografico a un anno e sei mesi di reclusione. Il compositore era finito in un'inchiesta del 2001 culminata con la perquisizione delle abitazioni di 113 persone, che si collegavano a siti web pedopornografici pagando l'accesso con carta di credito: nella circostanza, nel computer di Martelli furono rinvenute centinaia di immagini pedopornografiche. Aveva provato a discolparsi sostenendo di avere condotto un'indagine in collaborazione con i carabinieri «per raccogliere materiale», ma fu smentito dai militari. Martelli si proclamò sempre innocente. Nonostante la tesi difensiva dei suoi legali, incentrata sul semplice possesso del materiale incriminato e quindi estraneo alla sua realizzazione e divulgazione, la Cassazione ha considerato ugualmente «pregiudizievole» un simile comportamento verso i minori coinvolti.
Martelli aveva cinque figli: Christian, Melani, Gabriele (ex campione del mondo di karate), Jacques e Martino.

## Aguamanda
La Aguamanda è stata fondata nel 1974 da Augusto Martelli e aveva sede a Genova. Per l'etichetta incisero tra gli altri il gruppo di rock progressivo dei Delirium, il cantante Michele e il cantautore Andrea Lo Vecchio, oltre allo stesso Martelli. Furono pubblicate dall'Aguamanda anche alcune colonne sonore. Alla fine del decennio l'etichetta chiude l'attività.

## Filmografia

### Attore e compositore
- Puttana galera!, regia di Gianfranco Piccioli (1976)

### Compositore

#### Cinema
- Pensando a te, regia di Aldo Grimaldi (1969)
- Sartana nella valle degli avvoltoi, regia di Roberto Mauri (1970)
- Il magnifico Robin Hood, regia di Roberto Bianchi Montero (1970)
- Ancora dollari per i MacGregor, regia di José Luis Merino (1970)
- L'amore di Nathalie (Nathalie après l'amour), regia di Boris Szulzinger (1970)
- Il dio serpente, regia di Piero Vivarelli (1970)
- La collera del vento, regia di Mario Camus (1970)
- Per amore o per forza, regia di Massimo Franciosa (1971)
- Siamo tutti in libertà provvisoria, regia di Manlio Scarpelli (1971)
- Noa Noa, regia di Ugo Liberatore (1974)
- La studentessa, regia di Fabio Piccioni (1976)
- Nella misura in cui, regia di Piero Vivarelli (1979)

#### Televisione
- Popcorn – programma TV (1980-1984)
- Il pranzo è servito – programma TV (1982-1993)
- Ok, il prezzo è giusto! – programma TV (1983-2001)
- Pentatlon – programma TV (1985-1987)
- Doppio misto, regia di Sergio Martino – film TV (1985)
- I ragazzi della 3ª C – serie TV, 33 episodi (1987-1989)
- Telemike – programma TV, 6 episodi (1987-1992)
- Casa Vianello – serie TV, 41 episodi (1988-2007)
- Nonno Felice – serie TV (1993-1995)
- Norma e Felice – serie TV (1995)
- Due per tre – serie TV (1997-1999)
- Zauvijek mlad – serie TV, 28 episodi (2009)

## Discografia
Album
- 1970 – Bob Mitchell And His Sound  (PDU, Pld A 5010) – Bob Mitchell
- 1971 – Oggi, Natale! (City Record LP C 1006, Ivoire LP 9905
- 1971 – Il dio serpente (Colonna sonora originale del film) (Cinevox – MDF 33–40)
- 1972 – Color Martelli  (Cinevox – SC 33/8)
- 1972 – Black Sound From White People  (Philips 6323 015 L, ristampato su etichetta Fontana 6492 007 nel 1973 per la serie Fontana Special)
- 1972 – Grand Prix   (Philips 6323 018 A, ristampato su etichetta Fontana 6492 006 nel 1973 per la serie Fontana Special)
- 1973 – Kisses – The Intercontinentals  (Durium DE. 30–255, ristampato nel 1973 per la Serie Cicala BL 7051 col titolo Kisses)
- 1973 – The Rock 'N' Roll Story Vol. 1  (Quadrifoglio International, VDS 242, stampato anche come Tutti frutti – The Rock 'N' Roll Story Vol. 1, ristampato su etichetta UP LPUP 5059 nel 1975) – Bob Mitchell And His Orchestra
- 1973 – The Rock 'N' Roll Story Vol. 2  (Quadrifoglio International, VDS 270) – Bob Mitchell And His Orchestra
- 1974 – Biondissimamente tua – Colonna sonora originale  (Aguamanda Records AGLP 5001 – AGEP 9006)
- 1974 – Augusto Martelli & The Real Mc Coy  (Aguamanda Records, AGLP 0001)
- 1975 – The Real Mc Coy N. 2    (Aguamanda Records, AGLP 0002)
- 1976 – In papiamento       (Aguamanda Records AGLP 5001 – AGEP 9006)
- 1978 – La Scala Pop  (Eleven ELC 25148, LP, ristampato in CD nel 2007 su etichetta Giallo Records MMM/101)
- 1978 – Augusto Martelli & Piero Cotto  (Eleven, ELC 25144)
- 1978 – The Classic Rock–Machine  (Quadrifoglio, VDS 9472) – Bob Mitchell And His Orchestra
- 1979 – La Capannina Di Franceschi 1929 – 1979 Cinquantenario  (Eleven, PEE 25150)
- 1983 – Twist Eighty Three  (Five Record, 13506) – stampato anche in versione Picture disc – Bob Mitchell And His Orchestra
- 1983 – Music In Love   (Five Record FM 13507)
- 1985 – Formula 5    (Five Record FM 13544 – 13545)
- 1985 – Naufrago d'amore  (Five Record 13538)   (con Giuseppe Grieco, Vittorio Gassman, I Ragazzi della Bottega Teatrale di Firenze)
- 1987 – C'era una volta Hollywood (Five Record FM 13591)    (con The Keyboards)
- 1989 – Blue Genoa Sound   (Five Record FM 13628)
- 1989 – "Dedicato a:"  (Five Record, FM 13644) – Bob Mitchell
- 1998 – Mariposa   (Joker CD 22188)
- 2004 – La Collera Del Vento/Ancora Dollari Per I McGregor/Sartana Nella Valle Degli Avvoltoi (Original Soundtracks)  (Digitmovies CDDM014)

## Citazioni e omaggi
- Nel 2011 le melodie spagnole e arabe, realizzate da lui, sono state usate a metà delle strofe della canzone Che accento strano del coro Piccole Colonne, nella quale dopo di lui si sono alternati vari collaboratori di Robbie Williams, come Gary Nuttall, Phil Palmer, Neil Taylor, Guy Chambers, Phil Spalding, Chris Sharrock, Jeremy Stacey.